# Vorderer Lahngangsee
Der Vordere Lahngangsee ist ein kleiner Bergsee im steirischen Teil des Salzkammergutes im Gemeindegebiet von Grundlsee, im Süden des Toten Gebirges. Der See liegt am Fuß des Neustein auf rund 1493 m ü. A. Der vordere Lahngangsee befindet sich im Besitz der Österreichischen Bundesforste und steht unter Naturschutz.

## Beschreibung
Der See liegt in einer geologisch bedingten Einbruchsfurche zwischen Graswand und Neustein. Die Ufer sind sehr steil, im Westen bis Norden sind sie mit Geröll und Felsblöcken gesäumt, im Osten bis Südosten
ragen fast senkrechte Felswände aus dem See. Nur am Südwestende befindet sich ein kleiner flacher Bereich mit Totholz und angeschwemmten Fichtennadeln. Am Südwestende wächst in Ufernähe der Haarblättrige Wasserhahnenfuß.

## Nutzung und Erschließung
Der See dient als natürliches Genreservoir für den bekannten Saibling und wird seit 2009 von den Bundesforsten nicht mehr verpachtet. Vor allem der Fischreichtum bzw. die Reinheit der Arten sind hochinteressant. So wurden in den 1950er Jahren schon einmal Saiblinge aus dem Lahngangsee zur einfacheren Wiederaufzucht des „echten“ Grundlseesaiblings heruntergetragen. Aber auch große Seeforellen kann man an schönen Sommertagen im See beobachten. Das Fischen selbst ist verboten.

## Naturschutz
Der Vorderer Lahngangsee liegt im Naturschutzgebiet NSG-a16 Totes Gebirge West das 1991 verordnet wurde. Er ist ebenfalls Teil des Europaschutzgebiets Totes Gebirge mit Altausseer See Europaschutzgebiet Nr. 35, das gemäß FFH- und Vogelschutzrichtlinie als Teil des Netzwerks Natura 2000 im Jahr 2006 verordnet wurde.

## Karten
- ÖK 50 Blatt 97 (Bad Mitterndorf).
- Alpenvereinskarte Bl. 15/1 (Totes Gebirge – West), 1:25.000; Österreichischer Alpenverein 2014; ISBN 978-3-928777-29-2.